# Ingoda
Ingoda (russisk: Ингода, tr. Ingoda) er en flod der løber i Zabajkalskij kraj i Rusland. Den er 708 km lang, med et afvandingsareal på 37.200 km². 
Den har sit udspring i Khentijbjergene i den sydvestlige del af Zabajkalskij kraj, og løber mod nordøst i en bred dal mellem Jablonovyjbjergene og Tjerskijbjergene. Ved byen Tjita drejer floden mod sydøst, og dalen bliver smallere, mens floden løber gennem flere bjergrygge. Omring 20 km opstrøms fra byen Sjilka løber Ingoda sammen med floden Onon, og danner Sjilka som senere fortsætter i Amur. Middelvandføringen ved mundingen er 72,6 m³/sek.
Ingoda er islagt fra først i november til slutningen af april. De nederste dele af floden er sejlbare.
Byen Tjita ligger ved floden. Den transsibiriske jernbane går gennem Ingodadalen.